# Linea principale Tōhoku
La linea principale Tōhoku (東北本線?, Tōhoku Hon-sen) è una ferrovia a scartamento ridotto di 575,5 km situata in Giappone e interamente gestita da JR East. Collega le città di Tokyo e Morioka passando per le prefetture di Tokyo, Saitama, Tochigi, Fukushima, Miyagi e Iwate. Sebbene la linea inizi ufficialmente alla stazione di Tokyo, la maggior parte dei treni a lunga percorrenza parte dalla stazione di Ueno. Per tutta la sua estensione la linea corre in parallelo al Tōhoku Shinkansen, il corrispettivo ad alta velocità. La sezione di 159,9 km fra Ueno e Kuroiso, a Nasushiobara è chiamata Linea Utsunomiya, mentre le linee Keihin-Tōhoku e Saikyō le corrono parallele per alcuni km.

## Storia
La costruzione della linea iniziò nella regione del Kantō e si estese progressivamente fino all'estremità settentrionale dell'Honshū ad Aomori. Si tratta di una delle più antiche ferrovie del Giappone, la cui costruzione è iniziata alla fine del 1800. Fino al 1906 l'attuale linea era gestita dalla Nippon Railway.
Nel 1883 venne inaugurata la prima sezione fra Ueno e Kumagaya, e due anni dopo venne estesa fino a Utsunomiya. Tuttavia solo nel 1986 quest'ultima risultò collegata con Ueno grazie alla costruzione del ponte sul fiume Tone. La linea venne gradualmente estesa verso il nord: Kōriyama, Sendai, Ichinoseki e Morioka. Nel 1891 aprì la sezione fra Morioka e Aomori, creando la più lunga linea ferroviaria del Giappone. Dopo il 1906 la ferrovia venne nazionalizzata e divenne la Linea Principale Tōhoku, gestita dal Ministro delle Ferrovie. Quando la stazionedi Tokyo aprì nel 1925, la linea venne estesa da Ueno alla nuova stazione e alcuni treni utilizzavano contemporaneamente sia la linea principale Tōkaidō che la linea Tōhoku. Tuttavia, con l'apertura del Tōhoku Shinkansen fu necessario utilizzare la sezione della linea vecchia fra Tokyo e Ueno per far passare i treni veloci e questo negli ultimi anni ha reso questa sezione un collo di bottiglia all'accesso a Tokyo. È tuttavia in costruzione la Linea di passaggio Tōhoku che dal 2013 permetterà ai treni di partire dalla stazione di Tokyo per immettersi sulla linea Tōhoku e sulla linea Jōban.

### Dopo le estensioni dello Shinkansen
Nel 2002 con l'estensione del Tōhoku Shinkansen da Morioka ad Hachinohe, la linea tradizionale fra le due città venne privatizzata ed è ora gestita dalla Ferrovia Iwate Ginga. La sezione fra Hachinohe e Shin-Aomori, la cui tratta Shinkansen è stata aperta nel 2010 è invece stata privatizzata ed è gestita dalla Ferrovia Aoimori. La tratta restante gestita dalla JR East è ora la seconda più lunga del Giappone, dopo la linea principale Sanin.

## Stazioni

### Linea Utsunomiya
Da Ueno a Kuroiso
| Stazione            | Giapponese     | Distanza da Tokyo | Collegamenti | Posizione    | Posizione |
| ------------------- | -------------- | ----------------- | --- | ------------ | --------- |
| Ueno                | 上野           | 3.6               | ■Tōhoku Shinkansen ■Jōetsu Shinkansen ■Nagano Shinkansen ■ Linea Jōban ■ Linea Takasaki ■ Linea Keihin-Tōhoku ■ Linea Yamanote Tokyo Metro: ○Linea Ginza, ○Linea Hibiya ■ Linea principale Keisei | Taitō-ku     | Tokyo     |
| Oku                 | 尾久           | 8.4               | | Kita-ku      | Tokyo     |
| Akabane             | 赤羽           | 13.2              | ■ Linea Takasaki ■ Linea Keihin-Tōhoku ■ Linea Shōnan-Shinjuku ■ Linea Saikyō ■ Linea Jōban | Kita-ku      | Tokyo     |
| Urawa               | 浦和           | 24.2              | ■ Linea Takasaki ■ Linea Keihin-Tōhoku | Urawa-ku     | Saitama   |
| Saitama-Shintoshin  | さいたま新都心 | 28.7              | ■ Linea Takasaki ■ Linea Keihin-Tōhoku | Ōmiya-ku     | Saitama   |
| Ōmiya               | 大宮           | 30.3              | ■Tōhoku Shinkansen ■Nagano Shinkansen ■ Jōetsu Shinkansen ■ Linea Takasaki ■ Linea Shōnan-Shinjuku ■ Linea Keihin-Tōhoku ■ Linea Saikyō ■ Linea Kawagoe ● Linea Tōbu Noda ● Linea Ina             | Ōmiya-ku     | Saitama   |
| Toro                | 土呂           | 33.3              | | Kita-ku      | Saitama   |
| Higashi-Ōmiya       | 東大宮         | 35.4              | | Minuma-ku    | Saitama   |
| Hasuda              | 蓮田           | 39.2              | | Hasuda       | Saitama   |
| Shiraoka            | 白岡           | 43.5              | | Shiraoka     | Saitama   |
| Shin-Shiraoka       | 新白岡         | 45.9              | | Shiraoka     | Saitama   |
| Kuki                | 久喜           | 48.9              | Ferrovie Tōbu: ■ Linea Tōbu Isesaki | Kuki         | Saitama   |
| Higashi-Washinomiya | 東鷲宮         | 51.6              | | Kuki         | Saitama   |
| Kurihashi           | 栗橋           | 57.2              | Tōbu Railway: Linea Tōbu Nikkō | Kuki         | Saitama   |
| Koga                | 古河           | 64.7              | | Koga         | Ibaraki   |
| Nogi                | 野木           | 69.4              | | Nogi         | Tochigi   |
| Mamada              | 間々田         | 73.3              | | Oyama        | Tochigi   |
| Oyama               | 小山           | 80.6              | ■ Tōhoku Shinkansen ■ Linea Mito ■ Linea Ryōmō | Oyama        | Tochigi   |
| Koganei             | 小金井         | 88.1              | | Shimotsuke   | Tochigi   |
| Jichi-Idai          | 自治医大       | 90.7              | | Shimotsuke   | Tochigi   |
| Ishibashi           | 石橋           | 95.4              | | Shimotsuke   | Tochigi   |
| Suzumenomiya        | 雀宮           | 101.8             | | Utsunomiya   | Tochigi   |
| Utsunomiya          | 宇都宮         | 109.5             | ■Tōhoku Shinkansen ■ Linea Nikkō | Utsunomiya   | Tochigi   |
| Okamoto             | 岡本           | 115.7             | | Utsunomiya   | Tochigi   |
| Hōshakuji           | 宝積寺         | 121.2             | Linea Karasuyama | Takanezawa   | Tochigi   |
| Ujiie               | 氏家           | 127.1             | | Sakura       | Tochigi   |
| Kamasusaka          | 蒲須坂         | 131.6             | | Sakura       | Tochigi   |
| Kataoka             | 片岡           | 135.5             | | Yaita        | Tochigi   |
| Yaita               | 矢板           | 141.8             | | Yaita        | Tochigi   |
| Nozaki              | 野崎           | 146.6             | | Ōtawara      | Tochigi   |
| Nishi-Nasuno        | 西那須野       | 151.8             | | Nasushiobara | Tochigi   |
| Nasushiobara        | 那須塩原       | 157.8             | ■ Tōhoku Shinkansen | Nasushiobara | Tochigi   |
| Kuroiso             | 黒磯           | 163.3             | | Nasushiobara | Tochigi   |

### Linea Tōhoku meridionale
Da Kuroiso a Sendai
- ●: Il treno ferma
- ○: Alcuni treni fermano
- |: Il treno non ferma

| Stazione          | Giapponese | Distanza da Tokyo | Rapido | Collegamenti | Posizione    | Posizione |
| ----------------- | ---------- | ----------------- | ------ | --- | ------------ | --------- |
| Kuroiso           | 黒磯       | 163.3             |        | | Nasushiobara | Tochigi   |
| Takaku            | 高久       | 167.3             |        | | Nasu         | Tochigi   |
| Kurodahara        | 黒田原     | 171.5             |        | | Nasu         | Tochigi   |
| Toyohara          | 豊原       | 176.7             |        | | Nasu         | Tochigi   |
| Shirasaka         | 白坂       | 182.0             |        | | Shirakawa    | Fukushima |
| Shin-Shirakawa    | 新白河     | 185.4             |        | Tōhoku Shinkansen | Nishigō      | Fukushima |
| Shirakawa         | 白河       | 188.2             |        | | Shirakawa    | Fukushima |
| Kutano            | 久田野     | 192.9             |        | | Shirakawa    | Fukushima |
| Izumizaki         | 泉崎       | 197.4             |        | | Izumizaki    | Fukushima |
| Yabuki            | 矢吹       | 203.4             |        | | Yabuki       | Fukushima |
| Kagamiishi        | 鏡石       | 208.8             |        | | Kagamiishi   | Fukushima |
| Sukagawa          | 須賀川     | 215.1             |        | | Sukagawa     | Fukushima |
| Asaka-Nagamori    | 安積永盛   | 221.8             |        | ■ Linea Suigun | Kōriyama     | Fukushima |
| Kōriyama          | 郡山       | 226.7             |        | ■ Tōhoku Shinkansen ■ Linea Ban'etsu occidentale ■ Linea Ban'etsu orientale ■ Linea Suigun                                                                                    | Kōriyama     | Fukushima |
| Hiwada            | 日和田     | 232.4             |        | | Kōriyama     | Fukushima |
| Gohyakukawa       | 五百川     | 236.9             |        | | Motomiya     | Fukushima |
| Motomiya          | 本宮       | 240.7             |        | | Motomiya     | Fukushima |
| Sugita            | 杉田       | 246.6             |        | | Nihonmatsu   | Fukushima |
| Nihonmatsu        | 二本松     | 250.3             |        | | Nihonmatsu   | Fukushima |
| Adachi            | 安達       | 254.5             |        | | Nihonmatsu   | Fukushima |
| Matsukawa         | 松川       | 259.5             |        | | Fukushima    | Fukushima |
| Kanayagwa         | 金谷川     | 264.0             |        | | Fukushima    | Fukushima |
| Minami-Fukushima  | 南福島     | 269.4             |        | | Fukushima    | Fukushima |
| Fukushima         | 福島       | 272.8             | ●      | ■ Tōhoku Shinkansen ■ Yamagata Shinkansen ■ Akita Shinkansen ■ Linea principale Ōu Fukushima Trasporti: ■ Linea Iizaka Abukuma Express: ■ Linea Abukuma Express               | Fukushima    | Fukushima |
| Higashi-Fukushima | 東福島     | 278.8             | ○      | | Fukushima    | Fukushima |
| Date              | 伊達       | 281.9             | ○      | | Date         | Fukushima |
| Kōri              | 桑折       | 285.9             | ○      | | Kōri         | Fukushima |
| Fujita            | 藤田       | 289.3             | ○      | | Kunimi       | Fukushima |
| Kaida             | 貝田       | 294.9             | \|     | | Kunimi       | Fukushima |
| Kosugō            | 越河       | 298.6             | \|     | | Shiroishi    | Miyagi    |
| Shiroishi         | 白石       | 306.8             | ●      | | Shiroishi    | Miyagi    |
| Higashi-Shiroishi | 東白石     | 311.0             | \|     | | Shiroishi    | Miyagi    |
| Kita-Shirakawa    | 北白川     | 315.3             | \|     | | Shiroishi    | Miyagi    |
| Ōgawara           | 大河原     | 320.1             | ●      | | Ōgawara      | Miyagi    |
| Funaoka           | 船岡       | 323.1             | ○      | | Shibata      | Miyagi    |
| Tsukinoki         | 槻木       | 327.7             | ○      | ■ Linea Abukuma Express | Shibata      | Miyagi    |
| Iwanuma           | 岩沼       | 334.2             | ●      | ■ Linea Jōban | Iwanuma      | Miyagi    |
| Tatekoshi         | 館腰       | 337.9             | \|     | ■ Linea Jōban | Natori       | Miyagi    |
| Natori            | 名取       | 341.4             | ●      | ■ Linea Jōban Sendai Airport Transit: ■ Linea Sendai Aeroporto | Natori       | Miyagi    |
| Minami-Sendai     | 南仙台     | 344.1             | \|     | ■ Linea Jōban | Taihaku-ku   | Miyagi    |
| Taishidō          | 太子堂     | 346.3             | \|     | ■ Linea Jōban | Taihaku-ku   | Miyagi    |
| Nagamachi         | 長町       | 347.3             | \|     | ■ Linea Jōban Metropolitana di Sendai Linea Nanboku | Taihaku-ku   | Miyagi    |
| Sendai            | 仙台       | 351.8             | ●      | ■ Akita Shinkansen ■ Tōhoku Shinkansen ■ Linea Senzan ■ Linea Senseki ■ Linea Jōban Metropolitana di Sendai: ■ Linea Nanboku Sendai Airport Transit: ■ Linea Sendai Aeroporto | Aoba-ku      | Miyagi    |

### Linea Tōhoku centrale
Da Sendai a Morioka
| Stazione           | Giapponese | Distanza da Tokyo | Rapido                      | Rapido                      | Rapido                      | Collegamenti | Posizione   | Posizione |
| Stazione           | Giapponese | Distanza da Tokyo | "Minami Sanriku"            | "Aterui"                    | "Hamayuri"                  | Collegamenti | Posizione   | Posizione |
| ------------------ | ---------- | ----------------- | --------------------------- | --------------------------- | --------------------------- | --- | ----------- | --------- |
| Sendai             | 仙台       | 351.8             | ●                           |                             |                             | ■ Akita Shinkansen ■ Tōhoku Shinkansen ■ Linea Senzan ■ Linea Senseki ■ Linea Jōban Metropolitana di Sendai: ■ Linea Nanboku Sendai Airport Transit: ■ Linea Sendai Aeroporto | Aoba-ku     | Miyagi    |
| Higashi-Sendai     | 東仙台     | 355.8             | \|                          |                             |                             | | Miyagino-ku | Miyagi    |
| Iwakiri            | 岩切       | 359.9             | \|                          |                             |                             | | Miyagino-ku | Miyagi    |
| Shin-Rifu          | 新利府     | 2.5 (da Iwakiri)  | Linea secondaria da Iwakiri | Linea secondaria da Iwakiri | Linea secondaria da Iwakiri | Linea secondaria da Iwakiri | Rifu        | Miyagi    |
| Rifu               | 利府       | 4.2 (da Iwakiri)  | Linea secondaria da Iwakiri | Linea secondaria da Iwakiri | Linea secondaria da Iwakiri | Linea secondaria da Iwakiri | Rifu        | Miyagi    |
| Rikuzen-Sannō      | 陸前山王   | 362.2             | \|                          |                             |                             | | Tagajō      | Miyagi    |
| Kokufu-Tagajō      | 国府多賀城 | 363.5             | \|                          |                             |                             | | Tagajō      | Miyagi    |
| Shiogama           | 塩釜       | 365.2             | \|                          |                             |                             | | Shiogama    | Miyagi    |
| Matsushima         | 松島       | 375.2             | \|                          |                             |                             | | Matsushima  | Miyagi    |
| Atago              | 愛宕       | 377.2             | \|                          |                             |                             | | Matsushima  | Miyagi    |
| Shinainuma         | 品井沼     | 381.6             | \|                          |                             |                             | | Matsushima  | Miyagi    |
| Kashimadai         | 鹿島台     | 386.6             | \|                          |                             |                             | | Ōsaki       | Miyagi    |
| Matsuyama-Machi    | 松山町     | 391.5             | \|                          |                             |                             | | Ōsaki       | Miyagi    |
| Kogota             | 小牛田     | 395.0             | ●                           |                             |                             | ■ Linea Rikuu est ■ Linea Ishinomaki | Misato      | Miyagi    |
| Tajiri             | 田尻       | 401.1             |                             |                             |                             | | Ōsaki       | Miyagi    |
| Semine             | 瀬峰       | 407.8             |                             |                             |                             | | Kurihara    | Miyagi    |
| Umegasawa          | 梅ヶ沢     | 411.5             |                             |                             |                             | | Tome        | Miyagi    |
| Nitta              | 新田       | 416.2             |                             |                             |                             | | Tome        | Miyagi    |
| Ishikoshi          | 石越       | 423.5             |                             |                             |                             | | Tome        | Miyagi    |
| Yushima            | 油島       | 427.0             |                             |                             |                             | | Ichinoseki  | Iwate     |
| Hanaizumi          | 花泉       | 431.2             |                             |                             |                             | | Ichinoseki  | Iwate     |
| Shimizuhara        | 清水原     | 434.4             |                             |                             |                             | | Ichinoseki  | Iwate     |
| Arikabe            | 有壁       | 437.8             |                             |                             |                             | | Kurihara    | Miyagi    |
| Ichinoseki         | 一ノ関     | 445.1             |                             |                             |                             | ■ Tōhoku Shinkansen ■ Linea Ōfunato | Ichinoseki  | Iwate     |
| Yamanome           | 山ノ目     | 448.0             |                             |                             |                             | | Ichinoseki  | Iwate     |
| Hiraizumi          | 平泉       | 452.3             |                             |                             |                             | | Hiraizumi   | Iwate     |
| Maesawa            | 前沢       | 459.9             |                             |                             |                             | | Ōshū        | Iwate     |
| Rikuchū-Orii       | 陸中折居   | 465.1             |                             |                             |                             | | Ōshū        | Iwate     |
| Mizusawa           | 水沢       | 470.1             |                             | ●                           |                             | | Ōshū        | Iwate     |
| Kanegasaki         | 金ヶ崎     | 477.7             |                             | \|                          |                             | | Kanegasaki  | Iwate     |
| Rokuhara           | 六原       | 481.1             |                             | \|                          |                             | | Kanegasaki  | Iwate     |
| Kitakami           | 北上       | 487.5             |                             | ●                           |                             | ■ Tōhoku Shinkansen ■ Linea Kitakami | Kitakami    | Iwate     |
| Murasakino         | 村崎野     | 492.2             |                             | \|                          |                             | | Kitakami    | Iwate     |
| Hanamaki           | 花巻       | 500.0             |                             | ●                           | ●                           | ■ Linea Kamaishi | Hanamaki    | Iwate     |
| Hanamaki Aeroporto | 花巻空港   | 505.7             |                             | \|                          | \|                          | | Hanamaki    | Iwate     |
| Ishidoriya         | 石鳥谷     | 511.4             |                             | \|                          | \|                          | | Hanamaki    | Iwate     |
| Hizume             | 日詰       | 516.8             |                             | \|                          | \|                          | | Shiwa       | Iwate     |
| Shiwachūō          | 紫波中央   | 518.6             |                             | \|                          | \|                          | | Shiwa       | Iwate     |
| Furudate           | 古館       | 521.5             |                             | \|                          | \|                          | | Shiwa       | Iwate     |
| Yahaba             | 矢幅       | 525.1             |                             | ●                           | ●                           | | Yahaba      | Iwate     |
| Iwate-Iioka        | 岩手飯岡   | 529.6             |                             | \|                          | \|                          | | Morioka     | Iwate     |
| Senbokuchō         | 仙北町     | 533.5             |                             | ●                           | \|                          | | Morioka     | Iwate     |
| Morioka            | 盛岡       | 535.3             |                             | ●                           | ●                           | ■Tōhoku Shinkansen ■ Akita Shinkansen ■ Linea Yamada ■ Linea Tazawako ■ Ferrovia Iwate Galaxy                                                                                 | Morioka     | Iwate     |